# Bonamia tsivory
Bonamia tsivory är en vindeväxtart som beskrevs av T. Deroin. Bonamia tsivory ingår i släktet Bonamia och familjen vindeväxter. Inga underarter finns listade i Catalogue of Life.